# وعاء زجاجي

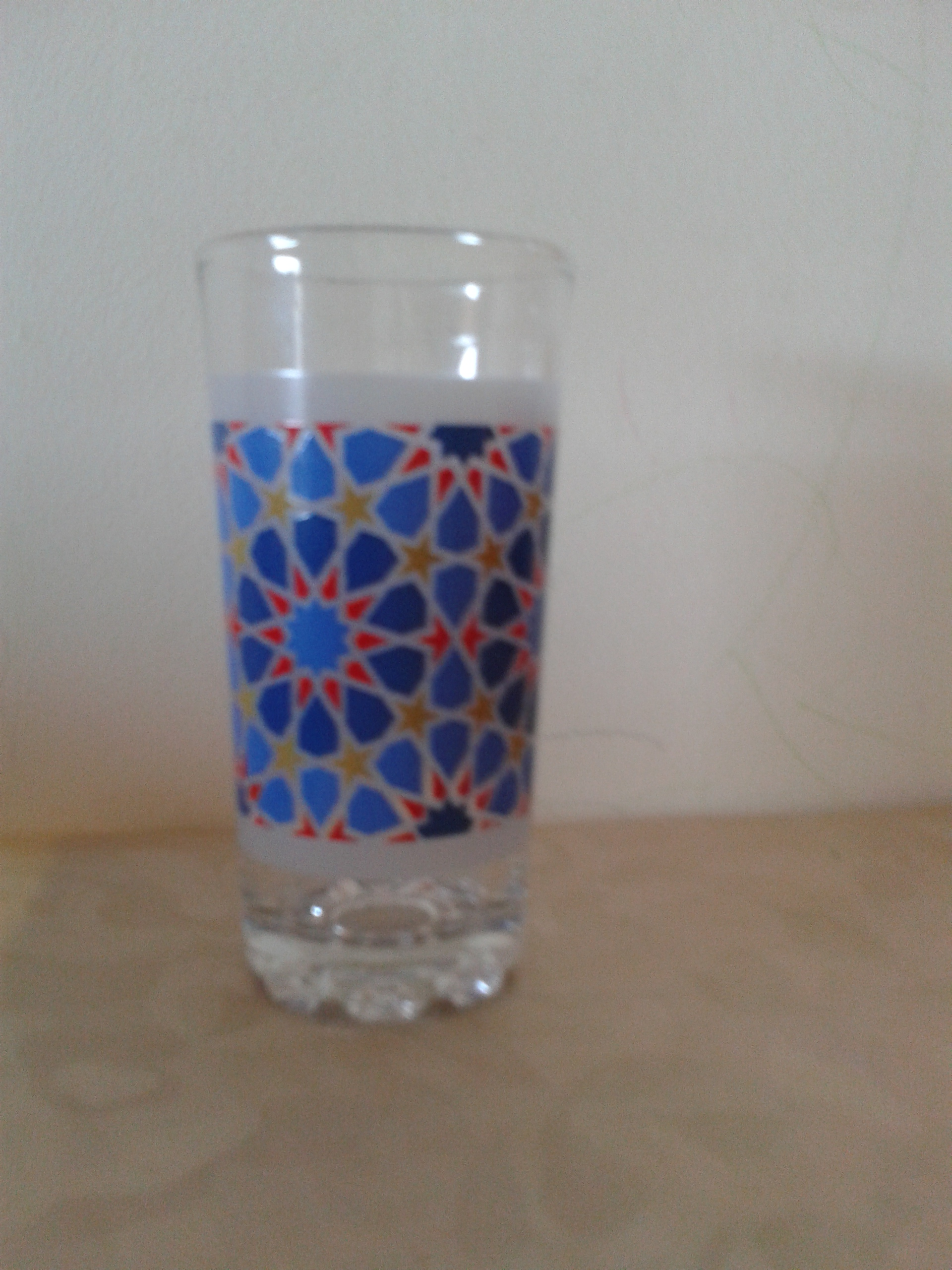
كوب مصنوع من الزجاج، ومزين بزخرفة هندسية إسلامية.

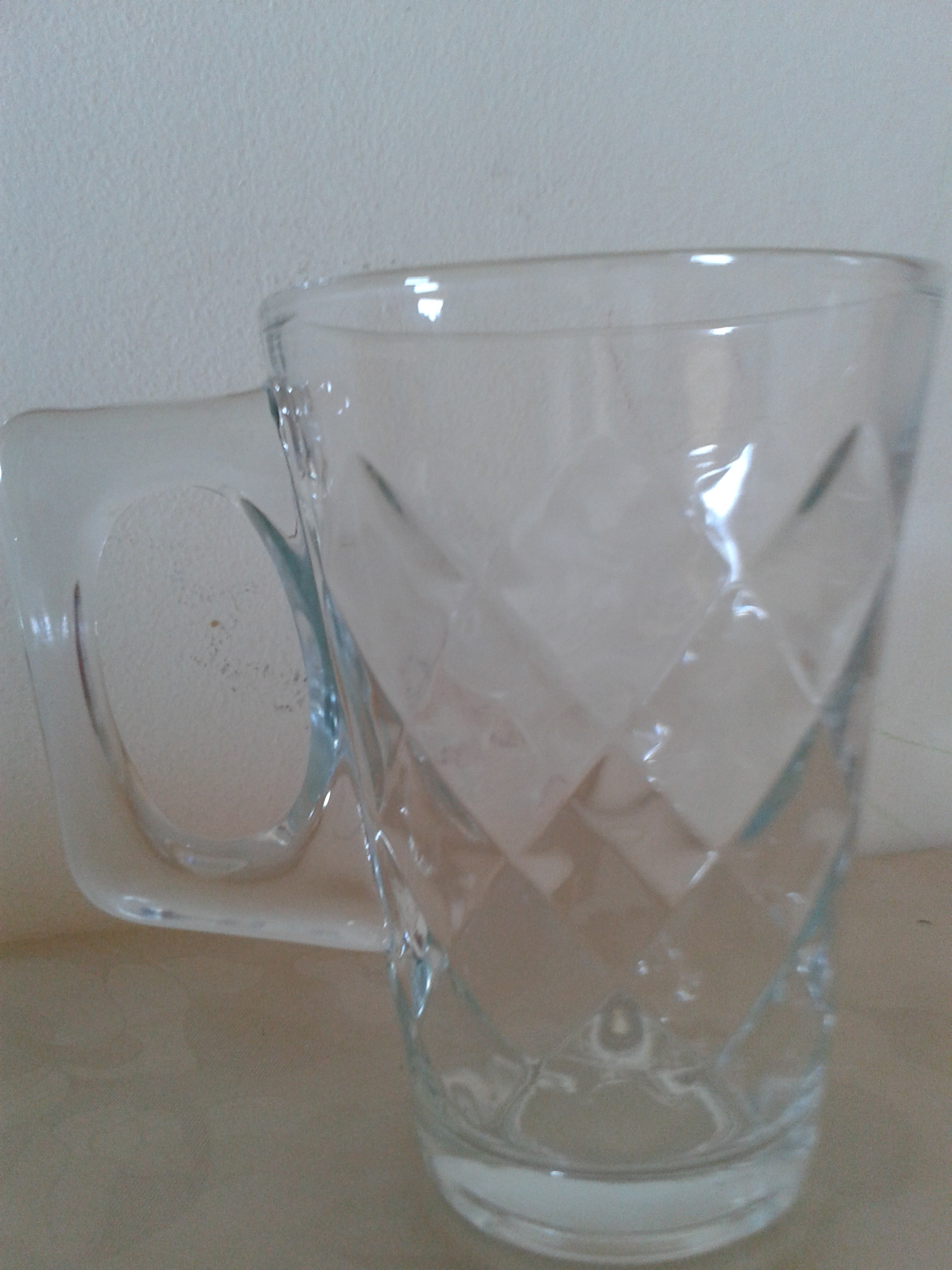
كوز من الزجاج.

الوعاء الزجاجي نوع من المنتجات الزجاجية يستخدم أساساً لحفظ الأطعمة والمشروبات ومن أمثال الآوعية الزجاجية (القناني، قوارير، أواني الشراب، السلطانية).وتقف الآوعية الزجاجية بالضد من الالواح الزجاجية التي تستخدم لإغراض مثل (النوافذ، ابواب، جدرن شفافة، حاجب الريح) وبالضد ايضاً من الالياف الزجاجية (الذي يستخدم في العزل الحراري)، والإتصالات البصرية.
يحتوي المستوعب الزجاجي على كميات أقل من أكسيد المغنيسيوم وأكسيد الصوديوم من الواح الزجاج. كما يحتوي كميات أكبر من السيليكا وأكسيد الكالسيوم وأكسيد الألومنيوم. وهي تحتوي على محتوى أعلى من الأكاسيد غيرالقابلة للذوبان في الماء وهذا يزيد من تحملها ضد الماء.وهذا ضروري نظراً لإستخدام هذه الآوعية لحفظ السوائل والأطعمة.
معظم الآوعية الزجاجية هي من زجاج الصودا والجير منتجة بتقنية (النفخ والضغط) بينما آواني المختبرات تصنع من زجاج البوروسيليكات.

## أنواع الآوعية الزجاجية
تتضمن الآوعية الزجاجية المنتجات التالية:
- القناني الزجاجي ومن أنواعها:
  - قناني البيرة
  - قنينة بولونا (وهو زجاجي يملك قوة خارجية كبيرة ويستخدم في التجارب الفيزيائية والالعاب السحرية)
  - فياسكو (وهو قنينة زجاجية تصنع في إيطاليا وتستخدم لحفظ النبيذ أصلاً)
  - قنينة الحليب.
  - قناني محكمة الإغلاق.
  - قناني الشراب.

- عبوة زجاجية ومن أنواعها:

- - جرة كيلنر
  - قارورة ليدن
  - جرة ماسون
  - ويك

- الأكواب والاقداح
- أباريق
- سلطانية (وعاء)
- زهرية
- زجاجيات المختبر